# Alltag

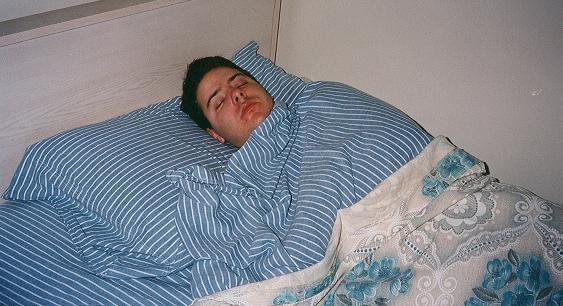
Schlafen gehört zum Alltag eines jeden Menschen.

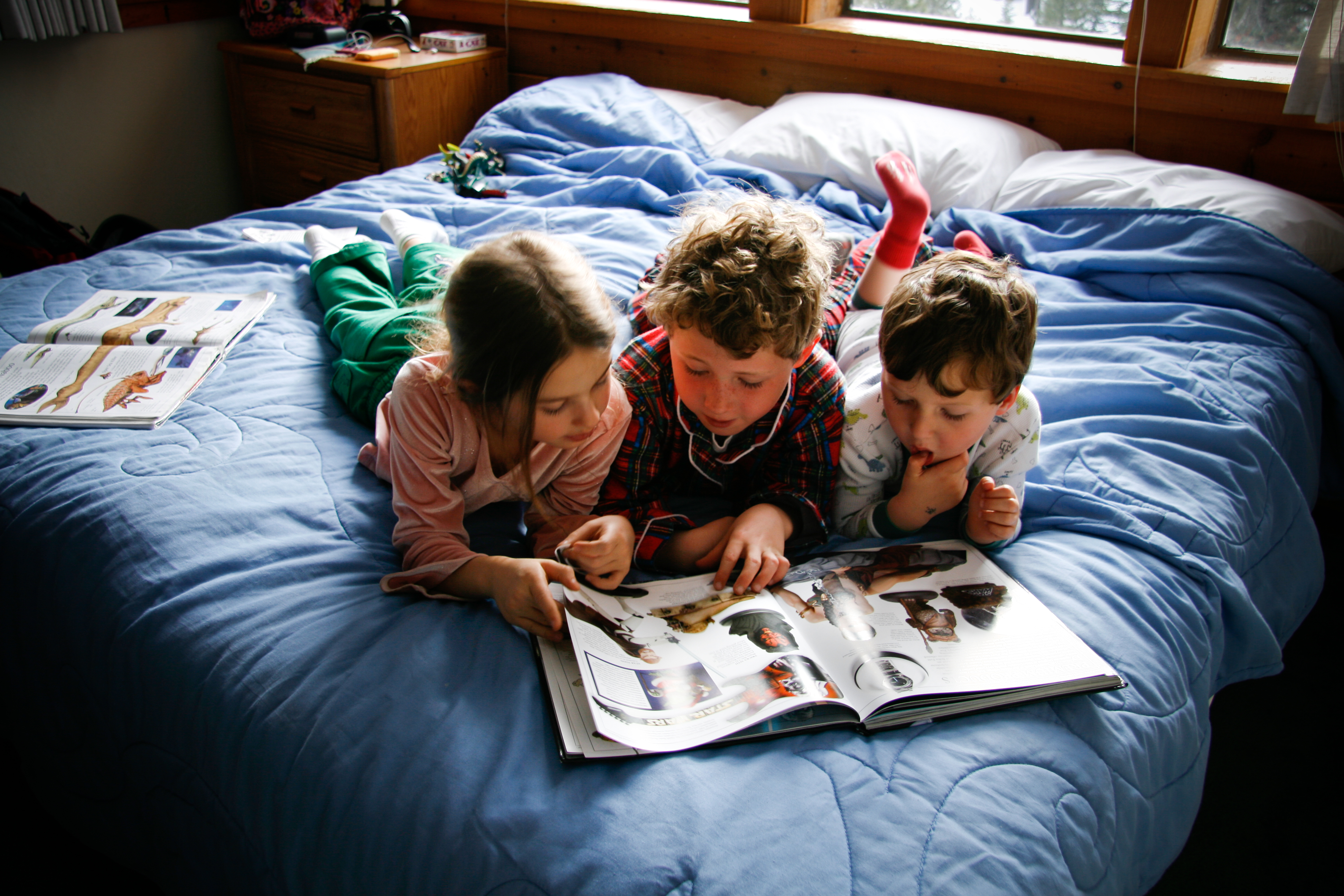
Kinder lernen zu Hause oder in der Schule

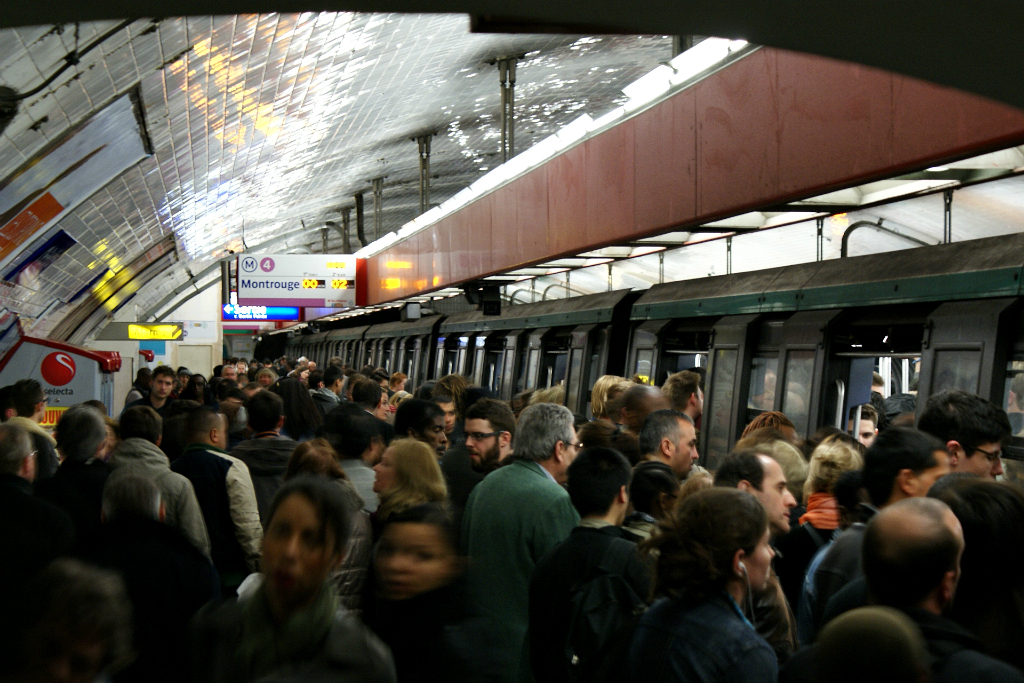
Hauptverkehrszeit am Feierabend

Unter Alltag versteht man gewohnheitsmäßige Abläufe bei zivilisierten Menschen im Tages- und Wochenzyklus.

## Allgemeines
Der Alltag ist durch sich wiederholende Muster von Arbeit und Arbeitswegen, Konsum (Einkauf, Essen und Trinken), Freizeit, Körperpflege, sozialer sowie kultureller Betätigung, Arztbesuche, Schlaf u. v. m. geprägt. Der Alltag wird unter anderem als Gegensatz zum Feiertag oder Festtag bzw. zum Urlaub gesehen. Im Alltagsgespräch kommt der ungeplante, lockere Kontakt im Nachbarn-, Kollegen- und Freundeskreis zum Ausdruck.

## Soziologische Betrachtung
Viele Soziologen, unter ihnen die Franzosen Henri Lefebvre, Roland Barthes und andere, haben sich mit der Untersuchung der Alltagskultur der Menschen befasst. Pierre Bourdieus soziologische Forschungen, zumeist im Alltagsleben verwurzelt, waren vorwiegend empirisch orientiert und können der Kultursoziologie zugeordnet werden. Anknüpfend an den Strukturalismus versuchte Bourdieu, subjektive Faktoren mit objektiven Gegebenheiten zu verbinden. Die Kulturtheorie Bourdieus vergleicht Interaktionen des Alltagslebens mit einem Spiel. Die Individuen besitzen unterschiedlich viele Potentiale verschiedener Art, die sie einsetzen und teilweise transformieren können. Er wies – alltägliche Beobachtungen einbringend – nach, dass Feinheiten der Sprache wie Akzent, Grammatik, Aussprache und Stil einen wesentlichen Faktor in der sozialen Mobilität (z. B. beim Erwerb eines besser bezahlten und höherbewerteten Berufs) darstellen.
Anthony Giddens Hauptaugenmerk liegt darauf, wie Handeln sich über Raum und Zeit erstrecken kann, und untersucht dazu den Bereich des unbewusst gesteuerten Alltagshandelns. Torsten Hägerstrand analysiert Punkte in Raum und Zeit. Erving Goffmans Untersuchungen über Verhaltensmuster, Interaktionsrituale, Rollendistanz sowie persönliche Selbstdarstellung im Alltag haben neuere soziologische Ansätze wesentlich beeinflusst. Die Konstitutionsanalyse bei Alfred Schütz ermöglicht eine personale (subjektive) Idealtypus-Konstruktion, die durch den Vergleich mit alltäglichen sozialweltlichen Situationselementen das Verstehen von Handeln ermöglicht (und sei es durch Post-hoc-Erklärungen).
Für Max Weber war Alltag als „Stätte der Wirtschaft“ die „naturwüchsige oder urwüchsige Organisation der Alltagsbefriedigung“ (im Gegensatz zum „Außeralltag“, für Weber ein „Sonderzustand“ von vorübergehendem Charakter).
Harold Garfinkel ist Begründer der Ethnomethodologie, in der er z. T. das methodische Programm von Alfred Schütz empirisch angewandt hat. Dieser beschäftigte sich mit Fragen, wie Menschen in soziologischen Strukturen der Alltagswelt wechselseitig orientiert handeln und nach dem selbstverständlich scheinenden Alltagswissen handeln. Der Beitrag von Garfinkel besteht vor allem darin, selbstverständlich und vertraut erscheinendes Verhalten im Detail untersuchbar und soziologischer Forschung zugänglich zu machen. Eviatar Zerubavel erfasste den beispielhaften Alltag in Krankenhäusern. Michel de Certeaus bekanntestes und einflussreichstes Werk ist die Kunst des Handelns (Berlin (Merve) 1988), eine soziologische Theorie des Alltagslebens und des Verbraucherverhaltens.

## Philosophische Betrachtung
Im Rahmen ethischer Betrachtung sind die sogenannten bürgerlichen Tugenden – Ordnungsliebe, Fleiß, Sparsamkeit, Reinlichkeit und Pünktlichkeit – auf die praktische Bewältigung des Alltags und der anstehenden Arbeit gerichtet. Sie können dabei als Sekundärtugenden oftmals auch im Gegensatz zu den an humanistischen Idealen orientierten, primären Tugenden der Menschlichkeit stehen.
Bei Heidegger bedeutet Alltäglichkeit diejenigen Aspekte des menschlichen Seins, die weder durch Uneigentlichkeit noch durch Eigentlichkeit gekennzeichnet sind. Siehe auch: Existenzialien.

## Dokumentarfilme
- Farrebique, Regie: Georges Rouquier, Frankreich 1946 – Alltag einer französischen Bauernfamilie